# Marco Barlatay
Marco Ignacio Barlatay (Baradero, 18 febbraio 1974 – 25 giugno 2025) è stato un calciatore argentino, di ruolo centrocampista.

## Biografia
É morto il 25 giugno 2025, all'età di 51 anni, dopo una lunga malattia.

## Caratteristiche tecniche
Era un esterno sinistro.

## Carriera
Ha giocato nelle giovanili dell'Independiente, nella cui prima squadra (militante nella prima divisione argentina) è inoltre stato tesserato nella stagione 1994-1995; il suo effettivo esordio tra i professionisti è tuttavia avvenuto nella stagione seguente, in cui ha segnato una rete in 22 presenze in seconda divisione all'Arsenal Sarandí. Dopo un'altra stagione da titolare (39 presenze e 5 reti) in questa categoria con la maglia del Godoy Cruz, nel 1997 ha esordito in prima divisione con il Gimnasia (S), con cui ha realizzato 3 reti in 26 presenze in questa categoria. Dopo un'altra stagione in prima divisione all'Huracán (21 presenze e 3 reti) ha giocato per un biennio in seconda divisione, prima al Quilmes (20 presenze) e poi al Nueva Chicago (21 presenze). Nell'estate del 2001 si è trasferito in Italia, trascorrendo la stagione 2001-2002 nel campionato di Serie C1 con lo Spezia, con cui gioca 7 partite e sfiora la promozione in Serie B (secondo posto in classifica e sconfitta nella finale play-off).
Dopo il ritiro ha lavorato in Argentina prima come procuratore e poi come dirigente calcistico.